# Ocellularia conformis
Ocellularia conformis är en lavart som först beskrevs av Antoine Laurent Apollinaire Fée och som fick sitt nu gällande namn av Mason Ellsworth Hale 1980. Arten ingår i släktet Ocellularia och familjen Thelotremataceae. Inga underarter finns listade i Catalogue of Life.